# 红岩街道
红岩街道是中华人民共和国贵州省六盤水市钟山区下辖的一个街道办事处。

## 行政区划
红岩街道下辖以下村级行政区划单位：
东风西路社区、青年路社区、垭口社区、龙塘社区、东风社区、水西社区、红岩社区、双坝村。